# FCFE
FCFE (ang. Free Cash Flow to Equity) – wolne przepływy pieniężne dla właścicieli kapitału własnego.
Wolne przepływy pieniężne można zdefiniować jako nadwyżki lub niedobory środków pieniężnych, które mogą powstać w wyniku prowadzenia przez przedsiębiorstwo działalności operacyjnej i inwestycyjnej, po uregulowaniu wszelkich oczekiwań finansowych dawców kapitału.
Przygotowywany przez przedsiębiorstwo rachunek wolnych przepływów pieniężnych pomaga w ocenie efektywności podejmowanych decyzji.
Wyliczyć FCFE można w następujący sposób:
- Sprzedaż – koszty operacyjne bez amortyzacji = EBITDA
- EBITDA – koszty amortyzacji = zysk operacyjny (EBIT)
- zysk operacyjny – odsetki = zysk brutto (EBT)
- zysk brutto – podatek dochodowy = zysk netto (EAT)
- zysk netto + amortyzacja – wydatki inwestycyjne pokryte kapitałem własnym – spłata kredytu + zaciągnięte zobowiązania (oprocentowane) ± zmiany w kapitale obrotowym netto (KON) = FCFE

Oceniając efektywność inwestycji za pomocą FCFE, przepływy te należy zdyskontować stopą kosztu kapitału własnego.
W przypadku gdy zmieni się struktura finansowania spółki, zmieni się stopa kosztu kapitału własnego.